# تيريزا زوروفسكي
تيريزا زوروفسكي (بالبولندية: Teresa Żurowska)‏ مواليد 22 أبريل 1956، هي لاعبة كرة يد نمساوية معتزلة. مثلت منتخب النمسا لكرة اليد للسيدات. شاركت في دورة الألعاب الأولمبية الصيفية سنة 1992.

## روابط خارجية
- تيريزا زوروفسكي على موقع أوليمبيديا (الإنجليزية)